# Peter Eyre
Pour les articles homonymes, voir Eyre.
Peter Gervaise Joseph Eyre, né le 11 mars 1942 à New York, est un acteur et metteur en scène américain.

## Biographie
Éduqué à partir de 12 ans en Angleterre, Peter Eyre s'y installe et mène la plus grande partie de sa carrière dans son pays d'adoption. Il intègre à 18 ans la troupe du Théâtre Old Vic de Londres qui effectue alors, en 1960-1961, une tournée en Pologne et en Russie (il y joue notamment L'Importance d'être Constant d'Oscar Wilde et Sainte Jeanne de George Bernard Shaw, aux côtés de Joss Ackland).
Interprète régulier de William Shakespeare, il débute lors de cette tournée dans Macbeth (également avec Joss Ackland), pièce qu'il reprend à Nottingham en 1969. En 1974-1975 à Londres, il tient le rôle-titre dans Hamlet (avec Robert Stephens et Irene Worth). En 2009, toujours à Londres, ce rôle-titre est repris par Jude Law (Penelope Wilton personnifiant Gertrude et lui-même tenant les rôles du spectre et d'un comédien). Entretemps, il joue dans Hamlet à Broadway (New York) en 1995 (Ralph Fiennes tenant le rôle-titre, avec Francesca Annis en Gertrude, lui étant Polonius). De plus, la production londonienne de 2009 est reprise à Broadway avec Jude Law (Geraldine James reprenant le rôle de Gertrude).
Peter Eyre joue une troisième fois à Broadway en 2015, dans Wolf Hall Parts One & Two (en), adaptation de deux romans (dont Wolf Hall) d'Hilary Mantel (avec Joey Batey et Lucy Briers). Sur les planches en Angleterre, parmi ses autres pièces notables, citons La Mouette d'Anton Tchekhov (Nottingham, 1966, avec T. P. McKenna et Nicholas Clay), Andromaque de Jean Racine (Londres, 1988, avec Janet Suzman dans le rôle-titre et Kevin McNally), et du même Shakespeare, Richard II (Londres, 2005, avec Kevin Spacey dans le rôle-titre et Genevieve O'Reilly).
Au théâtre encore, il s'essaie parfois à la mise en scène. À ce poste, évoquons Bajazet de Racine (Londres, 1990-1991, avec Terence Rigby), puis sa propre adaptation de la correspondance de Gustave Flaubert et George Sand (d'après une traduction anglaise), sous le titre original Chère Maître, où il dialogue avec Irene Worth fin 1998 à New York puis début 1999 à Londres (en 2005 à Paris, Marie-France Pisier reprend cette pièce).
Au cinéma (essentiellement britannique), son premier film est Sauve qui peut de John Boorman (1965, avec The Dave Clark Five). Suivent en particulier Mahler de Ken Russell (1974, avec Robert Powell dans le rôle-titre et Georgina Hale), Le Dragon du lac de feu de Matthew Robbins (1981, avec Peter MacNicol et Ralph Richardson), Les Vestiges du jour (1993, avec Anthony Hopkins et Emma Thompson), réalisé par James Ivory avec lequel il tourne trois autres films, ainsi que L'Affaire du collier de Charles Shyer (2001, avec Hilary Swank et Jonathan Pryce).
À la télévision (majoritairement britannique) enfin, Peter Eyre apparaît surtout dans des séries, la première en 1964. Mentionnons Les Rivaux de Sherlock Holmes (un épisode, 1973), Friends (deux épisodes, 1998) et Inspecteur Barnaby (deux épisodes, 1999-2007).
S'ajoutent des téléfilms, dont deux adaptations des Aventures d'Alice au pays des merveilles de Lewis Carroll, d'abord Alice au pays des merveilles (en) de Jonathan Miller (en) (1966, avec John Gielgud et Peter Sellers), puis Alice au pays des merveilles de Nick Willing (1999, avec Tina Majorino et Robbie Coltrane). Signalons aussi Merlin de Steve Barron (1998, avec Sam Neill et Helena Bonham Carter).

## Théâtre
(comme acteur, sauf mention contraire)

### Angleterre (sélection)
(à Londres, sauf mention contraire)
- 1964-1966 : Son of Oblomov de Riccardo Aragno : Alexeïev
- 1966 : La Mouette (The Seagull) d'Anton Tchekhov : Konstantin Gavrilovitch Treplev (Nottingham)
- 1969 : Macbeth de William Shakespeare : Banquo (Nottingham)
- 1969 : The Demonstration de David Caute : Marko (Nottingham)
- 1973-1974 : Dandy Dick d'Arthur Wing Pinero : Major Tarver
- 1974 : Les Revenants (Ghosts) d'Henrik Ibsen : Oswald Alving
- 1974 : La Mouette (The Seagull) d'Anton Tchekhov : Konstantin Gavrilovitch Treplev
- 1974-1975 : Hamlet de William Shakespeare : rôle-titre
- 1974 : Camarades (Comrades) d'August Strindberg : Axel Alberg
- 1974 : The Beast de Snoo Wilson : David / Dusser / Frank Harris / Peters
- 1975 : Hedda Gabler d'Henrik Ibsen : George Tesman
- 1976 : Les Trois Sœurs (Three Sisters) d'Anton Tchekhov : Baron Nikolaï Lvovitch von Touzenbach
- 1978 : Stoop de Stephen Holt (metteur en scène)
- 1979 : La Duchesse d'Amalfi (The Duchess of Malfi) de John Webster : le cardinal (Birmingham)
- 1978-1979 : Comme il vous plaira (As You Like It) de William Shakespeare : rôle non spécifié (Bristol)
- 1982 : Bénénice (Berenice) de Jean Racine : rôle non spécifié
- 1983 : Comme il vous plaira (As You Like It) de William Shakespeare : Jacques (Chichester)
- 1983 : Stag d'Edna O'Brien : Peregrine
- 1984-1985 : The Desert Air de Nicholas Wright : Tim Pagan
- 1985 : Red Noses de Peter Barnes : Toulon
- 1985 : Abel et Caïn (Abel and Cain) de Francis Wyndham : Caïn
- 1988 : Andromaque (Andromache) de Jean Racine : Pyrrhus
- 1989 : Le Roi Lear (King Lear) de William Shakespeare : Edgar
- 1990 : Bajazet de Jean Racine (metteur en scène)
- 1998-1999 : Chère Maître, adaptation par Peter Eyre de la correspondance (d'après une traduction anglaise) entre Gustave Flaubert et George Sand : Gustave Flaubert (+ metteur en scène ; Londres et New York, hors Broadway)
- 2000-2002 : Smoking with Lulu de Janet Munsil : Kenneth Tynan
- 2005 : Richard II de William Shakespeare : le duc d'York
- 2005 : Don Carlos de Friedrich von Schiller : le cardinal grand inquisiteur
- 2006 : Le Canard sauvage (The Wild Duck) d'Henrik Ibsen : le vieil Ekdal
- 2008 : L'Invitation au château (Ring Round the Moon) de Jean Anouilh, adaptation de Christopher Fry : Joshua
- 2008 : Waste d'Harley Granville-Baker : Lord Charles Cantilupe
- 2009 : Hamlet de William Shakespeare : le spectre / un comédien

### Broadway (intégrale)
- 1995 : Hamlet de William Shakespeare : Polonius
- 2009 : Hamlet de William Shakespeare, mise en scène de Michael Grandage : le spectre / un comédien
- 2015 : Wolf Hall Parts One & Two (en), adaptation par Mike Poulton (en) de deux romans d'Hilary Mantel (Wolf Hall et Bring Up the Bodies) : Sir John Seymour / Thomas Wolsey / l'archevêque Warham / Sir William Kingston (remplacements)

### Autres lieux
- 1960-1961 : L'Importance d'être Constant (The Importance of Being Earnest) d'Oscar Wilde, Sainte Jeanne (Saint Joan) de George Bernard Shaw et Macbeth de William Shakespeare : rôles non spécifiés (tournée du Théâtre Old Vic en Pologne et en Russie)

## Filmographie partielle

### Cinéma
- 1965 : Sauve qui peut (Catch Us If You Can) de John Boorman : le directeur artistique
- 1970 : Jules César (Julius Caesar) de Stuart Burge : Cinna
- 1972 : Le Joueur de flûte (The Pied Piper) de Jacques Demy : Arthur Cecil, le pélerin
- 1974 : Mahler de Ken Russell : Otto Mahler
- 1975 : Hedda de Trevor Nunn : Tesman
- 1979 : La luna de Bernardo Bertolucci : Edward
- 1981 : Le Dragon du lac de feu (Dragonslayer) de Matthew Robbins : le roi Casiodorus
- 1987 : Maurice de James Ivory : le révérend Borenius
- 1990 : Aux sources du Nil (Mountains of the Moon) de Bob Rafelson : Norton Shaw
- 1991 : L'Âge de vivre (Let Hem Have It) de Peter Medak : Humphreys
- 1992 : Orlando de Sally Potter : M. Pope
- 1993 : Les Vestiges du jour (The Remains of the Day) de James Ivory : Lord Halifax
- 1994 : Princesse Caraboo (Princess Caraboo) de Michael Austin : Lord Apthorpe
- 1996 : Surviving Picasso de James Ivory : Jaime Sabartés
- 1997 : La Leçon de tango (The Tango Lesson) de Sally Potter : le fan anglais
- 1998 : La Courtisane (Dangerous Beauty) de Marshall Herskovitz : le doge
- 2000 : La Coupe d'or (The Golden Bowl) de James Ivory : A. R. Jarvis
- 2001 : From Hell d'Albert et Allen Hughes : Lord Hallsham
- 2001 : L'Affaire du collier (The Affair of the Necklace) de Charles Shyer : M. Bassenge
- 2006 : La Situation (The Situation) de Philip Haas : l'ambassadeur américain

### Télévision

#### Séries
- 1973 : Les Rivaux de Sherlock Holmes (The Rivals of Sherlock Holmes), saison 2, épisode 10 Le Mystère de la chasse au renard (The Secret of the Foxhunter) : George Fitzwilliam
- 1993 : Les Aventures du jeune Indiana Jones (The Young Indiana Jones Chronicles), saison 2, épisode 9 Vienne, novembre 1908 (Vienna, November 1908) de Bille August et Carl Schultz : Kurt
- 1994 : Scarlett, mini-série : Roberts
- 1996 : Inspecteurs associés (Dalziel and Pascoe), saison 1, épisode 2 L'assassin est dans la fac (An Advancement of Learning) : Simeon Landor
- 1998 : Kavanagh (Kavanagh Q. C.), saison 4, épisode 5 L'Innocence personnifiée (Innocency of Life) : l'évêque de Norfolk
- 1998 : Friends
  - Saison 4, épisode 24 Celui qui se marie, 2e partie (The One With Ross's Wedding, Part II) : le greffier
  - Saison 5, épisode 1 Celui qui avait dit Rachel (The One After Ross Says Rachel) de Kevin Bright : le greffier
- 1999-2007 : Inspecteur Barnaby (Midsomer Murders)
  - Saison 2, épisode 2 Le Bois de l'étrangleur (Strangler's Wood, 1999) de Jeremy Silberston : Leonard Pike
  - Saison 10, épisode 6 Le Flash de la mort (A Picture of Innocence, 2007) : Headley Madrigal
- 2005 : Rome, saison 1, épisode 11 Espoirs déçus (The Spoils) de Mikael Salomon : l'accusateur Nigidius

#### Téléfilms
- 1966 : Alice au pays des merveilles (en) de Jonathan Miller (en) : le roi de cœur
- 1998 : Merlin de Steve Barron : le médecin chef
- 1999 : Alice au pays des merveilles (Alice in Wonderland) de Nick Willing : la grenouille messagère
- 2000 : Don Quichotte (Don Quixote) de Peter Yates : le prêtre
- 2002 : Bertie and Elizabeth (en) de Giles Foster : le majordome Simpson
- 2004 : The Question of God: Sigmund Freud & C.S. Lewis de Catherine Tatge : Sigmund Freud